# Szánkó az 1992. évi téli olimpiai játékokon
Az 1992. évi téli olimpiai játékokon a szánkó versenyszámait Albertville-ben rendezték meg február 10. és 14. között.
A férfiaknak 2 versenyszámban, a nőknek 1 versenyszámban osztottak érmeket.

## Éremtáblázat
(Az egyes számoszlopok legmagasabb értéke vagy értékei vastagítással kiemelve.)
| Az 1992. évi téli olimpiai játékok éremtáblázata szánkóban | Az 1992. évi téli olimpiai játékok éremtáblázata szánkóban | Az 1992. évi téli olimpiai játékok éremtáblázata szánkóban | Az 1992. évi téli olimpiai játékok éremtáblázata szánkóban | Az 1992. évi téli olimpiai játékok éremtáblázata szánkóban | Olimpia  |
| ---------------------------------------------------------- | ---------------------------------------------------------- | ---------------------------------------------------------- | ---------------------------------------------------------- | ---------------------------------------------------------- | -------- |
|                                                            | Ország                                                     | Arany                                                      | Ezüst                                                      | Bronz                                                      | Összesen |
| 1.                                                         | Németország (GER)                                          | 2                                                          | 1                                                          | 1                                                          | 4        |
| 2.                                                         | Ausztria (AUT)                                             | 1                                                          | 2                                                          | 1                                                          | 4        |
|                                                            |                                                            |                                                            |                                                            |                                                            |          |
| 3.                                                         | Olaszország (ITA)                                          | 0                                                          | 0                                                          | 1                                                          | 1        |
|                                                            |                                                            |                                                            |                                                            |                                                            |          |
| Összesen                                                   | Összesen                                                   | 3                                                          | 3                                                          | 3                                                          | 9        |

## Érmesek
| Az 1992. évi téli olimpiai játékok érmesei szánkóban |                                                  |          |                                                  |          |                                                    |          |
| Versenyszám                                          | Arany                                            | Arany    | Ezüst                                            | Ezüst    | Bronz                                              | Bronz    |
| Férfi egyes                                          | Georg Hackl · Németország (GER)                  | 3:02,363 | Markus Prock · Ausztria (AUT)                    | 3:02,669 | Markus Schmidt · Ausztria (AUT)                    | 3:02,942 |
| Női egyes                                            | Doris Neuner · Ausztria (AUT)                    | 3:06,696 | Angelika Neuner · Ausztria (AUT)                 | 3:06,769 | Susi Erdmann · Németország (GER)                   | 3:07,115 |
| Kettes                                               | Németország (GER) · Stefan Krauße · Jan Behrendt | 1:32,053 | Németország (GER) · Yves Mankel · Thomas Rudolph | 1:32,239 | Olaszország (ITA) · Hansjörg Raffl · Norbert Huber | 1:32,298 |